# Cabinet fantôme Duncan Smith
Hague Howard
Le cabinet fantôme nommé par le chef du Parti conservateur et chef de l'opposition officielle Iain Duncan Smith est le cabinet fantôme de l'opposition britannique du 13 septembre 2001 au 6 novembre 2003.
À la suite de ses nominations initiales en 2001, Duncan Smith remanie le cabinet fantôme trois fois avant sa démission de son poste de chef du parti en 2003. Il est remplacé par Michael Howard.

## Cabinet fantôme du 14 septembre 2001
- Iain Duncan Smith — Leader de la très loyale opposition de Sa Majesté et Leader du Parti conservateur
- Michael Ancram — Leader adjoint du Parti conservateur et Secrétaire d'État des Affaires étrangères et du Commonwealth du cabinet fantôme
- Michael Howard — Chancelier de l'Échiquier du cabinet fantôme
- Oliver Letwin — Secrétaire d'État à l'Intérieur du cabinet fantôme
- David Davis — Président du Parti conservateur
- Thomas Galbraith — Leader de l'Opposition à la Chambre des lords
- Eric Forth — Leader fantôme de la Chambre des communes et Chancelier du duché de Lancaster du cabinet fantôme
- Bernard Jenkin — Secrétaire d'État à la Défense du cabinet fantôme
- David Willetts — Secrétaire d'État au travail et aux pensions du cabinet fantôme
- Liam Fox — Secrétaire d'État à la Santé du cabinet fantôme
- Peter Ainsworth — Secrétaire d'État à l'Environnement, à l'Alimentation et aux Affaires rurales du cabinet fantôme
- Tim Yeo — Secrétaire d'État à la Culture, aux Médias et aux Sports du cabinet fantôme
- Theresa May — Secrétaire d'État aux Transports, au gouvernement local et aux régions du cabinet fantôme
- Quentin Davies — Secrétaire d'État pour l'Irlande du Nord du cabinet fantôme
- John Whittingdale — Secrétaire d'État au commerce et à l'industrie du cabinet fantôme
- Damian Green — Secrétaire d'Etat à l'éducation et des compétences du cabinet fantôme
- John Bercow — Secrétaire en chef du Trésor du cabinet fantôme
- Jacqui Lait — Secrétaire d'État pour l'Écosse du cabinet fantôme
- Nigel Evans — Secrétaire d'État pour le Pays de Galles du cabinet fantôme
- Caroline Spelman — Secrétaire d'État au Développement international du cabinet fantôme
- David Maclean — whip en chef de l'opposition
- John Cope — Whip en chef de l'opposition à la Chambre des lords

### Ministres juniors du cabinet fantôme
- Tim Collins — Ministre du cabinet fantôme
- Eric Pickles — Ministre fantôme des transports
- Ann Winterton — Ministre fantôme des Affaires rurales
- James Clappison — Ministre du travail fantôme
- Bill Cash — procureur général du cabinet fantôme
- Christopher Prout — Lord Chancelier du cabinet fantôme

## Remaniement du 3 mai 2002
Il y a eu un léger remaniement du Cabinet fantôme en raison du limogeage d'Ann Winterton en tant que ministre des Affaires rurales de l'ombre. Ann Winterton a été limogée en raison d'un discours raciste dans un club de rugby, affirmant que les Pakis valaient 10 penny. Winterton a refusé de démissionner et a donc été limogé par Iain Duncan Smith.

### Cabinet Fantôme
- Iain Duncan Smith — Leader de la très loyale opposition de Sa Majesté et Leader du Parti conservateur
- Michael Ancram — Leader adjoint du Parti conservateur et Secrétaire d'État des Affaires étrangères et du Commonwealth du cabinet fantôme
- Michael Howard — Chancelier de l'Échiquier du cabinet fantôme
- Oliver Letwin — Secrétaire d'État à l'Intérieur du cabinet fantôme
- David Davis — Président du Parti conservateur
- Thomas Galbraith — Leader de l'Opposition à la Chambre des lords
- Eric Forth — Leader fantôme de la Chambre des communes et Chancelier du duché de Lancaster du cabinet fantôme
- Bernard Jenkin — Secrétaire d'État à la Défense du cabinet fantôme
- David Willetts — Secrétaire d'État au travail et aux pensions du cabinet fantôme
- Liam Fox — Secrétaire d'État à la Santé du cabinet fantôme
- Peter Ainsworth — Secrétaire d'État à l'Environnement, à l'Alimentation et aux Affaires rurales du cabinet fantôme
- Tim Yeo — Secrétaire d'État à la Culture, aux Médias et aux Sports du cabinet fantôme
- Theresa May — Secrétaire d'État aux Transports, au gouvernement local et aux régions du cabinet fantôme
- Quentin Davies — Secrétaire d'État pour l'Irlande du Nord du cabinet fantôme
- John Whittingdale — Secrétaire d'État au commerce et à l'industrie du cabinet fantôme
- Damian Green — Secrétaire d'Etat à l'éducation et des compétences du cabinet fantôme
- John Bercow — Secrétaire en chef du Trésor du cabinet fantôme
- Jacqui Lait — Secrétaire d'État pour l'Écosse du cabinet fantôme
- Nigel Evans — Secrétaire d'État pour le Pays de Galles du cabinet fantôme
- Caroline Spelman — Secrétaire d'État au Développement international du cabinet fantôme
- David Maclean — whip en chef de l'opposition
- John Cope — Whip en chef de l'opposition à la Chambre des lords

### Ministres juniors du cabinet fantôme
- Tim Collins — Ministre du cabinet fantôme
- Eric Pickles — Ministre fantôme des transports
- David Lidington — Ministre fantôme des Affaires rurales
- James Clappison — Ministre du travail fantôme
- Bill Cash — procureur général du cabinet fantôme
- Christopher Prout — Lord Chancelier du cabinet fantôme

### changements du 18 septembre 2001
- Ann Winterton est limogée de l'équipe ministérielle de l'ombre
- David Lidington entre dans l'équipe ministérielle de l'ombre en tant que ministre des Affaires rurales de l'ombre

## Remaniement du 23 juillet 2002
- Iain Duncan Smith — Leader de la très loyale opposition de Sa Majesté et Leader du Parti conservateur
- Michael Ancram — Leader adjoint du Parti conservateur et Secrétaire d'État des Affaires étrangères et du Commonwealth du cabinet fantôme
- Michael Howard — Chancelier de l'Échiquier du cabinet fantôme
- Oliver Letwin — Secrétaire d'État à l'Intérieur du cabinet fantôme
- Theresa May — Président du Parti conservateur
- Thomas Galbraith — Leader de l'Opposition à la Chambre des lords
- Eric Forth — Leader fantôme de la Chambre des communes et Chancelier du duché de Lancaster du cabinet fantôme
- Bernard Jenkin — Secrétaire d'État à la Défense du cabinet fantôme
- David Willetts — Secrétaire d'État au travail et aux pensions du cabinet fantôme
- Liam Fox — Secrétaire d'État à la Santé du cabinet fantôme
- David Lidington — Secrétaire d'État à l'Environnement, à l'Alimentation et aux Affaires rurales du cabinet fantôme
- John Whittingdale — Secrétaire d'État à la Culture, aux Médias et aux Sports du cabinet fantôme
- David Davis — Secrétaire d'État fantôme pour le cabinet du vice-premier ministre
- Quentin Davies — Secrétaire d'État pour l'Irlande du Nord du cabinet fantôme
- Tim Yeo — Secrétaire d'État au commerce et à l'industrie du cabinet fantôme
- Damian Green — Secrétaire d'Etat à l'éducation et des compétences du cabinet fantôme
- Howard Flight — Secrétaire en chef du Trésor du cabinet fantôme
- Jacqui Lait — Secrétaire d'État pour l'Écosse du cabinet fantôme
- Nigel Evans — Secrétaire d'État pour le Pays de Galles du cabinet fantôme
- Caroline Spelman — Secrétaire d'État au Développement international du cabinet fantôme
- Tim Collins; Secrétaire d'État aux Transports du cabinet fantôme
- Eric Pickles — Secrétaire d'État des collectivités locales et des régions du cabinet fantôme
- David Maclean — whip en chef de l'opposition
- John Cope — Whip en chef de l'opposition à la Chambre des lords

### Ministres juniors du cabinet fantôme
- John Hayes — Ministre fantôme des Affaires rurales
- James Clappison — Ministre du travail fantôme
- Bill Cash — procureur général du cabinet fantôme
- Christopher Prout — Lord Chancelier du cabinet fantôme

### changements du 3 mai 2002
- John Bercow quitte le cabinet fantôme
- Peter Ainsworth quitte le cabinet fantôme
- John Hayes entre dans l'équipe ministérielle de l'ombre en tant que ministre des Affaires rurales de l'ombre
- Howard Flight entre dans le cabinet fantôme en tant que Secrétaire en chef du Trésor du cabinet fantôme
- En raison de la démission de Stephen Byers, the Department of Transport, Local Government and the Regions est divisé entre le nouveau Secretary of State for Transport and the Office of the Deputy Prime Minister; Tim Collins passe du poste de ministre du cabinet Secrétaire d'État aux Transports du cabinet fantôme
- John Whittingdale passe de Secrétaire d'État au Commerce et de l'Industrie du cabinet fantôme à Secrétaire d'État à la Culture, aux Médias et aux Sports du cabinet fantôme
- Tim Yeo passe de Secrétaire d'État à la Culture, aux Médias et aux Sports du cabinet fantôme à Secrétaire d'État au Commerce et de l'Industrie du cabinet fantôme
- Theresa May passe de Secrétaire d'État aux Transports, au gouvernement local et aux régions du cabinet fantôme à Président du Parti conservateur
- David Davis est transféré du poste de Président du Parti conservateur au poste de Secrétaire d'État fantôme pour le cabinet du vice-premier ministre
- David Lidington passe du poste de ministre fantôme des Affaires rurales au Secrétaire d'État à l'Environnement, à l'Alimentation et aux Affaires rurales du cabinet fantôme

## Remaniement du1erjuillet 2003
- Iain Duncan Smith — Leader de la très loyale opposition de Sa Majesté et Leader du Parti conservateur
- Michael Ancram — Leader adjoint du Parti conservateur et Secrétaire d'État des Affaires étrangères et du Commonwealth du cabinet fantôme
- Michael Howard — Chancelier de l'Échiquier du cabinet fantôme
- Oliver Letwin — Secrétaire d'État à l'Intérieur du cabinet fantôme
- Theresa May — Président du Parti conservateur
- Thomas Galbraith — Leader de l'Opposition à la Chambre des lords
- Eric Forth — Leader fantôme de la Chambre des communes et Chancelier du duché de Lancaster du cabinet fantôme
- Bernard Jenkin — Secrétaire d'État à la Défense du cabinet fantôme
- David Willetts — Secrétaire d'État au travail et aux pensions du cabinet fantôme
- Liam Fox — Secrétaire d'État à la Santé du cabinet fantôme
- David Lidington — Secrétaire d'État à l'Environnement, à l'Alimentation et aux Affaires rurales du cabinet fantôme
- John Whittingdale — Secrétaire d'État à la Culture, aux Médias et aux Sports du cabinet fantôme
- David Davis — Secrétaire d'État fantôme pour le cabinet du vice-premier ministre
- Quentin Davies — Secrétaire d'État pour l'Irlande du Nord du cabinet fantôme
- Tim Yeo — Secrétaire d'État au Commerce et de l'Industrie du cabinet fantôme
- Damian Green — Secrétaire d'Etat à l'éducation et des compétences du cabinet fantôme
- Howard Flight — Secrétaire en chef du Trésor du cabinet fantôme
- Jacqui Lait — Secrétaire d'État pour l'Écosse du cabinet fantôme
- Nigel Evans — Secrétaire d'État pour le Pays de Galles du cabinet fantôme
- Caroline Spelman — Secrétaire d'État au Développement international du cabinet fantôme
- Tim Collins; Secrétaire d'État aux Transports du cabinet fantôme
- Eric Pickles — Secrétaire d'État pour les collectivités locales et les régions du cabinet fantôme
- David Maclean — whip en chef de l'opposition
- John Cope — Whip en chef de l'opposition à la Chambre des lords

### Ministres juniors du cabinet fantôme
- John Hayes — Ministre fantôme des Affaires rurales
- James Clappison — Ministre fantôme du travail
- Bill Cash — procureur général du cabinet fantôme
- Christopher Prout — Lord Chancelier du cabinet fantôme
- Patrick Mercer — Ministre de la Sécurité intérieure de l'ombre

### Changements du 23 Juillet 2002
- Patrick Mercer devient le nouveau ministre de la Sécurité intérieure de l'ombre